# Georgi Sergejewitsch Tscherwjakow
Georgi Sergejewitsch Tscherwjakow (russisch Георгий Сергеевич Червяков, englisch Georgiy Chervyakov, wiss. Transliteration Georgij Sergeevič Červjakov; * 15. Februar 1990 in Lyswa) ist ein ehemaliger russischer Skispringer.

## Werdegang
Tscherwjakow gab sein internationales Debüt im Juli 2008 im FIS Cup. Bereits in den ersten beiden Springen in Oberwiesenthal landete er unter den besten 20. Nachdem er im August in Štrbské Pleso als Sechster seine erste Top-10-Platzierung erreicht hatte, startete er im September im Skisprung-Continental-Cup. In den ersten Springen bis Februar 2009 erreichte er nicht die Punkteränge. Bei den Nordischen Junioren-Skiweltmeisterschaften 2009 in Štrbské Pleso erreichte er Rang 52 im Einzelspringen.
Zwei Tage später gelang ihm in Zakopane als 18. erstmals der Sprung in die Punkteränge. Nachdem er auch in Wisła als 30. noch einmal einen Punkt gewann, erreichte er mit insgesamt 14 Punkten am Ende der Saison den 130. Platz der Gesamtwertung. Im Sommer 2009 gelangen ihm keine Erfolge, jedoch konnte er zu Beginn der Saison 2009/10 in Otepää wieder in die Punkteränge springen. Wenig später erreichte er mit Rang 12 in Sapporo sein bis dahin bestes Continental-Cup-Resultat.
Bei den Nordischen Junioren-Skiweltmeisterschaften 2010 in Hinterzarten erreichte er Rang 12 im Einzelspringen. Mit der Mannschaft landete er im Teamwettbewerb auf Rang acht. Nach diesem Erfolg reiste er mit der A-Mannschaft zum Skisprung-Weltcup nach Klingenthal, verpasste dort aber als 44. der Qualifikation den Wettbewerb knapp. In Willingen gelang es Tscherwjakow erstmals, sich für einen Weltcup zu qualifizieren. Als 45. verpasste er aber ein Ergebnis in den Weltcup-Punkten deutlich. Beim Team-Weltcup erreichte er auf gleicher Schanze mit der Mannschaft den 12. Platz.
Zurück im B-Kader konnte er im März beim Continental-Cup-Springen in Kuusamo wieder punkten. Wenig später nahm er an der Skiflug-Weltmeisterschaft 2010 in Planica teil. Als 43. der Qualifikation verpasste er aber den Sprung in den Wertungsdurchgang. Gemeinsam mit Stanislaw Oschtschepkow, Ilja Rosljakow und Roman Trofimow erreichte er den neunten Rang im Teamfliegen.
Nachdem Tscherwjakow im Continental Cup bei den Springen in Almaty zweimal in die Punkteränge sprang, bekam er zu Beginn der Saison 2010/11 einen Platz im A-Nationalkader. Nachdem er aber bei den Weltcups in Lillehammer, Harrachov und Engelberg die Qualifikation verpasste, wurde er zurück in den B-Kader versetzt und startete wieder im Continental Cup. Nachdem er in Sapporo wieder auf Rang 10 sprang, wurde er erneut in den Weltcup-Kader versetzt. Bei den beiden Weltcups in Sapporo erreichte er die Plätze 48 und 47, womit er erneut ohne Punkte blieb.
Zurück im Continental Cup zeigte Tscherwjakow bis auf wenige Ausnahmen auch in der Folge bislang nur schwache Leistungen. Auch im FIS-Cup im Dezember 2013 in Notodden gelang ihm nicht der Sprung auf vordere Plätze.

## Erfolge

### Continental-Cup-Platzierungen
| Saison  | Platz | Punkte |
| ------- | ----- | ------ |
| 2008/09 | 130.  | 14     |
| 2009/10 | 082.  | 45     |
| 2010/11 | 089.  | 31     |
| 2011/12 | 093.  | 21     |